# Stanisław Mika
Stanisław Mika (ur. 6 maja 1931 w Warszawie, zm. 22 września 2017 tamże) – polski psycholog należący do grupy pionierów polskiej psychologii społecznej. 
Po ukończeniu w 1950 Państwowego Gimnazjum i Liceum im. Stefana Batorego w Warszawie, zaczął studia na Uniwersytecie Warszawskim, najpierw wybrał studia polonistyczne, ale po roku zmienił kierunek i związał się z psychologią na tym uniwersytecie. Po stażu w Center for Group Dynamics w Ann Arbor w Michigan, przeniósł na polski grunt idee wypracowane przez amerykańską szkołę psychologii społecznej którą tworzyli: Leon Festinger, Milton Rokeach, Harold Kellety, Dorwin Cartwright i Muzafer Sherif.
Karierę naukową rozpoczął na Uniwersytecie Warszawskim pod kierunkiem Tadeusza Tomaszewskiego broniąc pracy doktorskiej w 1963 i do odejścia na emeryturę związany był z Wydziałem Psychologii tej uczelnią. W roku 1975 uzyskał tytuł profesora. 
Był jednym z założycieli Europejskiego Towarzystwa Psychologii Społecznej pozostając przez dwie kadencje członkiem zarządu Towarzystwa oraz Polskiego Towarzystwa Psychologii Społecznej. 
Do końca swoich dni był dziekanem Wydziału Psychologii Wyższej Szkoły Finansów i Zarządzania.

## Ważniejsze publikacje
1. Wstęp do psychologii społecznej (1972)
2. Psychologia społeczna (1981)
3. Jak modyfikować własne zachowanie? (1987)
4. O różnych drogach samodoskonalenia (1992)
5. Psychologia społeczna dla nauczycieli, Wydawnictwo Akademickie Żak, Warszawa 1998, ss. 257, ISBN 83-86770-87-2